# Rollo Car

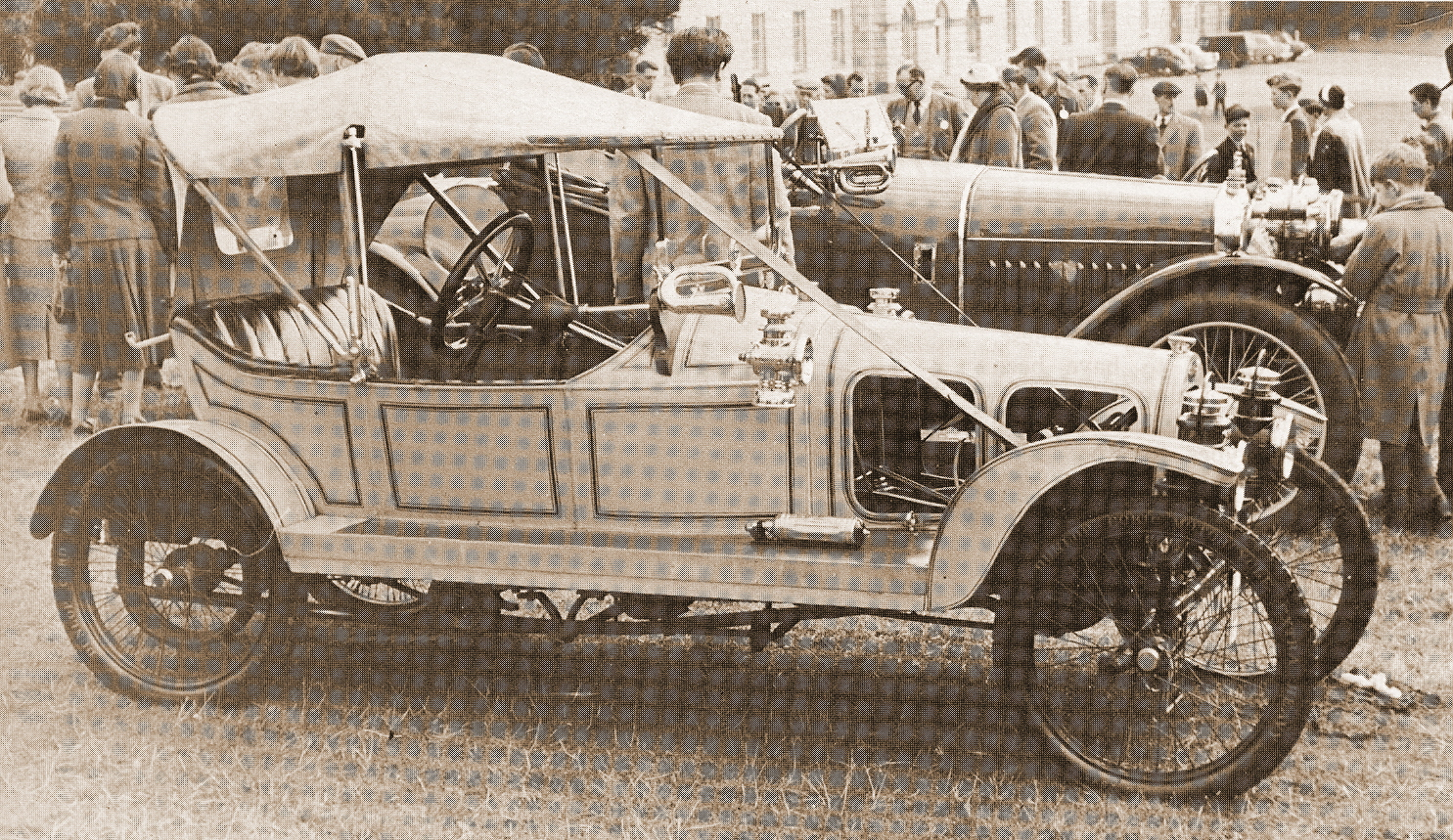
Rollo (1913)

Die Rollo Car Co. war ein britischer Hersteller von Cyclecars in Birmingham.
Zwei Modelle präsentierte die Firma 1911. Der 4½ hp war mit einem Einzylindermotor mit 0,55 l Hubraum bestückt und mit einem oder zwei Sitzplätzen erhältlich. Das Gewicht des Einsitzers betrug 152 kg. Als stärker motorisiertes Modell auf gleichem Fahrgestell stellte man ihm den 8 hp zur Seite, dessen V2-Motor 0,96 l Hubraum besaß. Beide Motoren waren luftgekühlt und saßen in dem relativ langen, offenen Vorbau.
Bereits 1913, ein Jahr vor Beginn des Ersten Weltkrieges, wurde die Fertigung mangels Nachfrage eingestellt.

## Modelle
| Modell | Bauzeitraum | Zylinder | Hubraum | Radstand |
| ------ | ----------- | -------- | ------- | -------- |
| 4½ hp  | 1911–1913   | 1        | 549 cm³ |          |
| 8 hp   | 1911–1913   | 2 V      | 964 cm³ |          |